# 北辛庄镇
北辛庄镇，是中华人民共和国河北省沧州市任丘市下辖的一个乡镇级行政单位。106国道、大广高速公路过境。

## 建置沿革
- 1949年10月，北辛庄镇境域属任丘县六区。
- 1958年10月，设北辛庄公社。
- 1983年6月，北辛庄公社改为北辛庄乡。
- 2020年，由北辛庄乡改为北辛庄镇。[2]

## 行政区划
北辛庄镇下辖以下地区：
苑临河村、东代河村、北辛庄村、领军村、堤东村、南姜临河村、北姜临河村、大唐头村、小唐头村、张河口村、任河口村、邓河口村、西李各庄村、东李各庄村、南香城铺村、北香城铺村、司马庄村、司马前庄村、南代河村、北代河村、三浒村和牛村。